# Darkest of Days
Darkest of Days – amerykańska gra komputerowa z gatunku FPS wyprodukowana przez 8Monkey Labs oraz wydana 7 września 2009 roku na PC i 8 września 2009 roku na Xbox 360 oraz 22 grudnia 2010 roku na OS X.

## Rozgrywka
W Darkest of Days gracz wciela się w rolę Alexandra Morrisa – dziewiętnastowiecznego amerykańskiego żołnierza, który zostaje uratowany przed śmiercią w bitwie nad Little Bighorn przez podróżnika w czasie. Rozpoczyna on pracę dla organizacji KronoteK, która dba o to by podróżnicy w czasie nie zmieniali przeszłości.
Po wydarzeniach Morris został zmuszony by udać się na front wojny secesyjnej, I i II wojny światowej. Jego ostatnią misją był dzień zagłady w Pompejach.
Gracz musi wykonać określone zadania
Gra zawiera jeden tryb gry wieloosobowej; przez internet w wersji na PC oraz Xbox 360. Wersja dla Xboksa wymaga usługi Xbox Live.